# Unione Sportiva Avellino 1994-1995
Questa voce raccoglie le informazioni riguardanti l'Unione Sportiva Avellino nelle competizioni ufficiali della stagione 1994-1995.

## Rosa
| N. |                   | Ruolo | Calciatore          |
| -- | ----------------- | ----- | ------------------- |
|    | Italia (bandiera) | P     | Francesco Galati    |
|    | Italia (bandiera) | P     | Marco Landucci      |
|    | Italia (bandiera) | P     | Pasquale Mezzacapo  |
|    | Italia (bandiera) | P     | Alderisio Siano     |
|    | Italia (bandiera) | D     | Luca Bocchino       |
|    | Italia (bandiera) | D     | Antonio Carannante  |
|    | Italia (bandiera) | D     | Roberto Carannante  |
|    | Italia (bandiera) | D     | Domenico Colletto   |
|    | Italia (bandiera) | D     | Mirko Cudini        |
|    | Italia (bandiera) | D     | Michele Cunti       |
|    | Italia (bandiera) | D     | Rocco De Marco      |
|    | Italia (bandiera) | D     | Giuseppe Fornaciari |
|    | Italia (bandiera) | D     | Ciro Giglio         |
|    | Italia (bandiera) | D     | Francesco Nocera    |
|    | Italia (bandiera) | D     | Andrea Persia       |
|    | Italia (bandiera) | D     | Ciro Scognamiglio   |
|    | Italia (bandiera) | C     | Fabio Carsetti      |
|    | Italia (bandiera) | C     | Marco Chirico       |

| N. |                   | Ruolo | Calciatore                      |
| -- | ----------------- | ----- | ------------------------------- |
|    | Italia (bandiera) | C     | Emiliano De Juliis              |
|    | Italia (bandiera) | C     | Giuseppe Ferazzoli              |
|    | Italia (bandiera) | C     | Angelo Ferraro                  |
|    | Italia (bandiera) | C     | Fabrizio Fioretti (capitano)    |
|    | Italia (bandiera) | C     | Francesco Fonte (vice capitano) |
|    | Italia (bandiera) | C     | Fabio Lupo                      |
|    | Italia (bandiera) | C     | Antonio Marasco                 |
|    | Italia (bandiera) | C     | Roberto Romualdi                |
|    | Italia (bandiera) | A     | Berardino Capocchiano           |
|    | Italia (bandiera) | A     | Dario Di Giannatale             |
|    | Italia (bandiera) | A     | Carmine Esposito                |
|    | Italia (bandiera) | A     | Salvatore Fresta                |
|    | Italia (bandiera) | A     | Sergio Giordano                 |
|    | Italia (bandiera) | A     | Umberto Marino                  |
|    | Italia (bandiera) | A     | Pasquale Minuti                 |
|    | Italia (bandiera) | A     | Walter Piccioni                 |
|    | Italia (bandiera) | A     | Fabrizio Provitali              |

## Risultati

### Serie C1

#### Girone di andata
| 28 agosto 1994 1ª giornata | Avellino | 1 – 1 | Siracusa |  |

| 4 settembre 1994 2ª giornata | Siena | 1 – 1 | Avellino |  |

| 11 settembre 1994 3ª giornata | Avellino | 3 – 1 | Casarano |  |

| 18 settembre 1994 4ª giornata | Sora | 0 – 2 | Avellino |  |

| 25 settembre 1994 5ª giornata | Ischia Isolaverde | 0 – 0 | Avellino |  |

| 2 ottobre 1994 6ª giornata | Avellino | 1 – 1 | Empoli |  |

| 9 ottobre 1994 7ª giornata | Nola | 3 – 1 | Avellino |  |

| 16 ottobre 1994 8ª giornata | Avellino | 1 – 1 | Lodigiani |  |

| 23 ottobre 1994 9ª giornata | Chieti | 2 – 3 | Avellino |  |

| 6 novembre 1994 10ª giornata | Avellino | 3 – 0 | Atletico Catania |  |

| 13 novembre 1994 11ª giornata | Reggina | 0 – 2 | Avellino |  |

| 20 novembre 1994 12ª giornata | Avellino | 0 – 0 | Juventus Stabia |  |

| 27 novembre 1994 13ª giornata | Avellino | 5 – 1 | Turris |  |

| 4 dicembre 1994 14ª giornata | Barletta | 0 – 0 | Avellino |  |

| 11 dicembre 1994 15ª giornata | Avellino | 4 – 0 | Pontedera |  |

| 18 dicembre 1994 16ª giornata | Gualdo | 2 – 3 | Avellino |  |

| 30 dicembre 1994 17ª giornata | Avellino | 2 – 1 | Trapani |  |

#### Girone di ritorno
| 8 gennaio 1995 18ª giornata | Siracusa | 1 – 3 | Avellino |  |

| 22 gennaio 1995 19ª giornata | Avellino | 2 – 1 | Siena |  |

| 29 gennaio 1995 20ª giornata | Casarano | 1 – 0 | Avellino |  |

| 19 febbraio 1995 21ª giornata | Avellino | 3 – 1 | Sora |  |

| 26 febbraio 1995 22ª giornata | Avellino | 1 – 1 | Ischia Isolaverde |  |

| 5 marzo 1995 23ª giornata | Empoli | 1 – 2 | Avellino |  |

| 12 marzo 1995 24ª giornata | Avellino | 2 – 1 | Nola |  |

| 19 marzo 1995 25ª giornata | Lodigiani | 2 – 2 | Avellino |  |

| 26 marzo 1995 26ª giornata | Avellino | 2 – 1 | Chieti |  |

| 2 aprile 1995 27ª giornata | Atletico Catania | 0 – 0 | Avellino |  |

| 9 aprile 1995 28ª giornata | Avellino | 0 – 1 | Reggina |  |

| 23 aprile 1995 29ª giornata | Juventus Stabia | 0 – 0 | Avellino |  |

| 30 aprile 1995 30ª giornata | Turris | 1 – 1 | Avellino |  |

| 7 maggio 1995 31ª giornata | Avellino | 0 – 2 | Barletta |  |

| 14 maggio 1995 32ª giornata | Pontedera | 0 – 2 | Avellino |  |

| 21 maggio 1995 33ª giornata | Avellino | 1 – 1 | Gualdo |  |

| 28 maggio 1995 34ª giornata | Trapani | 2 – 2 | Avellino |  |